# چشم باز (ترانه)
چشم باز (به انگلیسی: Eyes Open) آهنگی است از خواننده و ترانه سرای آمریکایی ،تیلور سوئیفت، از آلبوم عطش مبارزه: آهنگ‌هایی از منطقه ۱۲ و فراتر از آن که در فیلم گنجانده نشده است. این آهنگ توسط خود تیلور سوئیفت نوشته شده است.